# Erkki Kourula

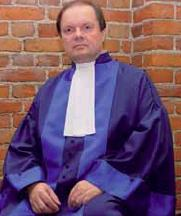
Erkki Kourula

Erkki Antero Kourula (* 12. Juni 1948 in Lappee) ist ein finnischer Jurist und war von 2003 bis 2015 Richter am Internationalen Strafgerichtshof in Den Haag. 

## Leben
Kourula studierte Rechtswissenschaften an der Universität Helsinki, wo er 1971 einen Bachelor- und 1974 einen Mastertitel erwarb. Anschließend promovierte er 1977 bei Ian Brownlie an der Universität Oxford mit einer Arbeit zum Thema The Identification and Characteristics of Regional Arrangements for the Purpose of the United Nations Charter. 
Nachdem er 1979 ein Jahr lang als Strafrichter an einem Gericht erster Instanz gewirkt hatte, lehrte er von 1982 bis 1983 als Professor für Völkerrecht an der Universität Lappland in Rovaniemi. Auch in der Folge war Kourula als Dozent  bei Veranstaltungen des Finnischen Roten Kreuzes und der Finnischen Militärakademie, sowie über einen Zeitraum von fünfzehn Jahren an der Universität Helsinki tätig.
Ab 1985 arbeitete Kourula für das finnische Außenministerium und bekleidete dort bis 2003 verschiedene, insbesondere völkerrechtlich ausgerichtete Positionen. So war er von 1986 bis 1989 juristischer Berater und von 1989 bis 1991 Leiter der Direktion für Völkerrecht. Anschließend war er bis 1995 als Gesandter und juristischer Berater an der Ständigen Vertretung Finnlands bei den Vereinten Nationen in New York tätig. Sowohl von 1986 bis 1990 als auch von 1995 bis 1997 war er Mitglied der finnischen Delegation bei der Generalversammlung der Vereinten Nationen. Bis 1998 bekleidete er dann im finnischen Außenministerium das Amt des stellvertretenden Generaldirektors für Rechtsangelegenheiten. In dieser Funktion war er als Leiter der finnischen Delegation aktiv an den Verhandlungen zum Rom-Statut, der vertraglichen Grundlage des Internationalen Strafgerichtshofs, beteiligt. Anschließend wirkte er als ständiger Vertreter Finnlands im Rang eines Botschafters beim Europarat in Straßburg. 2002 übernahm Kourula im Außenministerium das Amt des Generaldirektors für Rechtsangelegenheiten und vertrat Finnland in dieser Funktion beim Europäischen Gerichtshof für Menschenrechte in Straßburg und beim Europäischen Gerichtshof in Luxemburg.
Ein Jahr später wurde Kourula über die Liste B als Richter an den Internationalen Strafgerichtshof in Den Haag gewählt, wo er der Berufungsabteilung zugeteilt war. Kourula gehörte damit zu den ersten Richtern des neugegründeten Gerichtshofs, wobei er einer von sechs Richtern war, die für eine Amtszeit von lediglich drei Jahren gewählt wurden. Im Januar 2006 erfolgte seine Wiederwahl für eine Amtszeit von neun Jahren. Kourula widmete sich im Rahmen seiner Tätigkeit als Richter am Internationalen Strafgerichtshof insbesondere der Ausarbeitung der Verfahrensordnung des Gerichtshofs und war Vorsitzender einer hiermit befassten Arbeitsgruppe. Mehrfach vertrat er auch den Präsidenten des Gerichtshofs, unter anderem bei der Konferenz der Interparlamentarischen Union 2005 in Manila. 
Kourula ist seit 1977 Mitglied der International Law Association und war von 1995 bis 1998 stellvertretender Vorsitzender der nationalen finnischen Vereinigung (branch).
Er ist verheiratet mit Pirkko Kourula und hat zwei Kinder.

## Publikationen (Auswahl)
- UN Reform in the 21st Century; a Fork in the Road . Mit Pirkko Kourula. In: Kansainvälistyvä oikeus. Lapin yliopistopaino, Rovaniemi 2005, S. 231–241.
- Questions and Observations Relating to the International Criminal Court. In: Nordic Cosmopolitanism. Martinus Nijhoff, Leiden/Boston 2003, S. 327–340.
- Questions and Reflections: Contemporary Security Concerns. Mit Pirkko Kourula. In: Liber Amicorum Bengt Broms. Veröffentlichungen der Finnischen Vereinigung der International Law Association Nr. 9, Helsinki 1999, S. 208–221.
- Peace-keeping and Regional Arrangements. In: Antonio Cassese (Hrsg.): United Nations Peace-keeping: Legal Essays. Sijthoff & Noordhoff, Alphen aan den Rijn 1978, S. 95–123.